# Распопов, Пётр Михайлович
Пётр Михайлович Распопов (1911—1976) — советский военный. Участник Великой Отечественной войны. Герой Советского Союза (1945). Гвардии лейтенант.

## Биография
Пётр Михайлович Распопов родился 12 (25) декабря 1911 года в селе Калугино Кирсановского уезда Тамбовской губернии (ныне — в Инжавинском районе Тамбовской области) в крестьянской семье. Русский. Образование неполное среднее. До призыва в армию работал в колхозе «Путь Ильича». В 1934—1936 годах Пётр Михайлович проходил срочную службу в Рабоче-крестьянской Красной Армии. После демобилизации он вернулся в родное село. Работал бригадиром колхозной бригады, а в начале 1940-х годов был избран председателем колхоза.
В первый же день Великой Отечественной войны Пётр Михайлович добровольно явился в Инжавинский районный военкомат и был направлен на станцию Рада, где на базе 39-го запасного стрелкового полка 3-й запасной стрелковой бригады шло формирование маршевых рот для отправки на фронт. Имевшего опыт армейской службы младшего командира П. М. Распопова из-за нехватки офицеров назначили командиром пулемётного взвода и в составе сформированной из тамбовцев роты направили на Западный фронт. В боях с немецко-фашистскими захватчиками П. М. Распопов с июля 1941 года. Пётр Михайлович участвовал в Смоленском сражении, затем в оборонительной фазе Битвы за Москву. В ноябре 1941 года он оказался на Брянском фронте в составе 21-й горно-кавалерийской дивизии. Участвовал в боях за посёлок Чернь Тульской области. В начале декабря 1941 года дивизия была выведена на доукомплектование в резерв Брянского фронта, а П. М. Распопова направили учиться на фронтовые кавалерийские курсы среднего начсостава.
В начале февраля 1943 года младший лейтенант П. М. Распопов получил назначение на должность командира сабельного взвода в 103-й кавалерийский полк 20-й горно-кавалерийской дивизии, которая незадолго до этого была выведена в резерв для пополнения после сорокадневного рейда по тылам врага. 18 июля 1943 года дивизия вернулась на фронт, где до начала Брянской наступательной операции по большей части находилась во втором эшелоне 2-го гвардейского кавалерийского корпуса. В начале сентября она была брошена в прорыв с задачей выйти в тыл немецких войск, оборонявшихся на линии «Хаген», и перерезать коммуникации врага. Форсировав Десну, кавалеристы захватили плацдарм на её правом берегу северо-западнее Брянска и перерезали стратегически важную для противника железнодорожную магистраль Брянск — Смоленск. Пытаясь очистить коммуникации, немцы бросили на ликвидацию советского плацдарма крупные силы пехоты и танков при поддержке авиации, но кавалеристы в течение четырёх дней стойко удерживали занятые рубежи. Сабельный взвод гвардии младшего лейтенанта П. М. Распопова держал оборону у деревни Рековичи. 10 сентября 1943 года с наступлением темноты немцы предприняли на его участке ночную атаку, но Пётр Михайлович со своими бойцами отразил нападение врага с большим для него уроном. В ожесточённом бою он лично уничтожил 10 немецких солдат, а также захватил ручной пулемёт и взял в плен его расчёт. На следующий день немцы подтянули к Рековичам 12 танков и вновь пошли в атаку. Когда из строя вышел командир взвода противотанковых ружей, младший лейтенант Распопов принял командование взводом на себя. При отражении танковой атаки, ведя огонь из противотанкового ружья, Пётр Михайлович лично подбил два немецких танка. Героические действия кавалеристов 20-й горно-кавалерийской дивизии оказали значительное влияние на успех советских войск в боях за Брянск и Бежицу. 18 сентября 1943 года дивизия была преобразована в 17-ю гвардейскую, а её 103-й кавполк стал 59-м гвардейским. 30 сентября 1943 года гвардейцы-кавалеристы форсировали реку Сож и захватили плацдарм на его правом берегу севернее Гомеля. В боях за плацдарм гвардии младший лейтенант П. М. Распопов был ранен, но к ноябрю вернулся в строй.
Ещё во второй половине октября 1943 года 2-й гвардейский кавалерийский корпус был переброшен на плацдарм, удерживаемый войсками Белорусского фронта в районе Лоева. 10 ноября 1943 года части корпуса были брошены на прорыв линии обороны противника на стыке 216-й и 102-й пехотных дивизий вермахта. В районе деревни Тучки противник, пытаясь не допустить прорыва, контратаковал кавалеристов. Проявив инициативу, гвардии младший лейтенант П. М. Распопов выдвинулся навстречу врагу и шквальным огнём из пулемёта обратил немцев в бегство, уничтожив при этом свыше 40 немецких солдат. В бою Пётр Михайлович был ранен, но остался в строю. Прорвав оборону немцев, 2-й гвардейский кавалерийский корпус перерезал дорогу Брагин — Холмеч, чем вынудил их начать отступление. 20 ноября 17-я гвардейская кавалерийская дивизия, совершив героический переход через Брагинское болото, неожиданно для немцев вышла на шоссе Речица — Овруч и разгромила отходившую к Хойникам колонну пехоты противника, после чего овладела населённым пунктом Дубровица, перерезав таким образом важную транспортную коммуникацию противника. Несмотря на многочисленные контратаки, немцам не удалось вернуть контроль над Овручским шоссе. Этому в немалой степени способствовала деятельность диверсионной группы, которой командовал гвардии младший лейтенант П. М. Распопов. Выполняя особое задание командования, Пётр Михайлович с группой бойцов проник в тыл немцев, и сняв боевое охранение, взорвал важный для противника мост, таким образом сделав невозможной переброску немецким командованием резервов. В ходе операции части 2-го гвардейского кавалерийского корпуса всё глубже вклинивались в немецкую оборону, создавая угрозу тылам противника. В районе села Большие Автюки взвод противотанковых ружей гвардии младшего лейтенанта Роспопова, преследуя отступающего противника, подбил две автомашины с вражеской пехотой, уничтожив при этом более 20 солдат неприятеля. К концу ноября 17-я гвардейская кавалерийская дивизия вышла к реке Припять севернее Юровичей, где перешла к обороне. После завершения операции она в составе корпуса была выведена во фронтовой резерв. В январе 1944 года в ходе Калинковичско-Мозырской операции дивизия принимала участие в рейде в тыл оборонявшей Мозырь группировки противника, сыграв большую роль в освобождении города, за что была удостоена почётного наименования «Мозырская». После завершения операции П. М. Распопову было присвоено очередное воинское звание гвардии лейтенанта.
Перед началом летнего наступления советских войск в Белоруссии 2-й гвардейский кавалерийский корпус сосредоточился в лесах под Ковелем. В составе конно-механизированной группы 1-го Белорусского фронта под командованием генерал-лейтенанта В. В. Крюкова 17-я гвардейская кавалерийская дивизия принимала участие в Люблин-Брестской операции. Гвардии лейтенант П. М. Распопов в составе своего подразделения освобождал польские города Лукув и Седлец, превращённые немцами в мощные опорные пункты на подступах к столице Польши городу Варшаве. За умелое руководство взводом противотанковых ружей в уличных боях и проявленное личное мужество Пётр Михайлович был награждён орденом Красной Звезды. С выходом к реке Висле корпус был выведен во фронтовой резерв, где находился до начала Варшавско-Познанской операции. В ночь с 15 на 16 января 1945 года части корпуса были введены на Магнушевский плацдарм и к полудню брошены в бой в полосе наступления 5-й ударной армии. Гвардии лейтенант П. М. Распопов отличился в боях за город Бромберг. На ближних подступах к городу продвижение 59-го гвардейского кавалерийского полка было остановлено шквальным миномётным огнём. Пётр Михайлович личным примером поднял свой взвод в атаку, и увлекая его за собой, первым ворвался во вражеские траншеи. В ходе ожесточённой рукопашной схватки бойцы Распопова уничтожили расчёты двух вражеских миномётов и до 30 немецких автоматчиков, обеспечив продвижение конницы.
Во второй половине января 1945 года командованию полка понадобился опытный командир для руководства разведывательным взводом. Выбор пал на гвардии лейтенанта П. М. Распопова, имевшего большой опыт ведения разведки и диверсионной работы в тылу врага. Уже в первые дни работы в новой должности Пётр Михайлович оправдал оказанное ему доверие. Он со своими разведчиками неоднократно добывал ценные разведданные о противнике, доставлял контрольных пленных, во время операций за линией фронта лично уничтожил до 20 солдат противника. Особо отличился гвардии лейтенант П. М. Распопов во время разведывательной операции в населённом пункте Линде.
29 января 1945 года передовые части 2-го гвардейского кавалерийского корпуса вышли на польско-германскую границу и вторглись в Померанию. Первым крупным населённым пунктом на пути кавалеристов был небольшой городок Линде. Для уточнения боевой обстановки на основном направлении движения корпуса ещё накануне вечером вперёд была выслана разведгруппа под командованием гвардии лейтенанта П. М. Распопова. Скрытно проникнув в тыл неприятеля, Пётр Михайлович со своими бойцами под покровом темноты вышел к железнодорожной станции, охрану которой осуществлял немецкий отряд в количестве до 60 человек. Численное превосходство противника не смутило разведчиков. Пользуясь элементом неожиданности, они атаковали станцию и разгромили вражеский гарнизон, уничтожив более 30 солдат вермахта. Ещё четверо были взяты в плен и дали ценные сведения о противнике. Используя полученные данные, части корпуса 29 января овладели городком Линде. Благодаря действиям разведгруппы Распопова на железнодорожной станции кавалеристы захватили 2 бронепоезда, 11 паровозов и 270 вагонов с грузами.
В дальнейшем гвардии лейтенант П. М. Распопов участвовал в штурме Померанского вала, взятии города Бервальде. Во время Берлинской операции Пётр Михайлович со своим взводом непрерывно вёл разведку, двигаясь в авангарде своего полка. 31 апреля 1945 года в районе города Фризак он был тяжело ранен в голову и эвакуирован в госпиталь. Но о подвигах Петра Михайловича в части не забыли. 6 мая 1945 года командир 59-го гвардейского кавалерийского полка гвардии подполковник П. С. Журба представил гвардии лейтенанта П. М. Распопова к званию Героя Советского Союза. Высокое звание Петру Михайловичу было присвоено указом Президиума Верховного Совета СССР от 31 мая 1945 года.
Около пяти месяцев П. М. Распопов провёл в госпиталях. В результате ранения он потерял правый глаз и полностью лишился зрения. Осенью 1945 года Пётр Михайлович был уволен из армии по инвалидности. Вернувшись на тамбовщину, жил в посёлке Инжавино. Несмотря на слепоту, вёл активный образ жизни. Руководил организацией общества слепых Инжавинского района, был членом Президиума Тамбовской областной организации Всесоюзного общества слепых, избирался в районный Совет депутатов трудящихся. Последние годы жизни П. М. Распопов провёл в Тамбове. 14 декабря 1976 года Пётр Михайлович скончался. Похоронен на Воздвиженском кладбище города.

## Награды
- Медаль «Золотая Звезда» (31.05.1945);
- орден Ленина (31.05.1945);
- орден Красного Знамени (08.04.1945);
- орден Красной Звезды (18.10.1944);
- медали, в том числе:
  - медаль «За отвагу» (24.09.1943);
  - медаль «За оборону Москвы»;
  - медаль «За освобождение Варшавы».

## Документы
- Общедоступный электронный банк документов «Подвиг Народа в Великой Отечественной войне 1941—1945 гг.» Дата обращения: 29 октября 2013. Архивировано из оригинала 13 марта 2012 года.

Представление к званию Героя Советского Союза.
Указ Президиума Верховного Совета СССР о присвоении звания Героя Советского Союза.
Орден Красного Знамени (наградной лист и приказ о награждении).
Орден Красной Звезды (наградной лист и приказ о награждении).
Медаль «За отвагу» (наградной лист и приказ о награждении).